# ISO 3166-2:KW
ISO 3166-2:KW is een ISO-standaard met betrekking tot de zogenaamde geocodes. Het is een subset van de ISO 3166-2 tabel, die specifiek betrekking heeft op Koeweit.
De gegevens werden tot op 17 november 2015 geüpdatet op het ISO Online Browsing Platform (OBP). Hier worden 6 gouvernementen  -  governorate (en) / gouvernorat (fr) / muḩāfaz̧ah (ar) - gedefinieerd.
Volgens de eerste set, ISO 3166-1, staat KW voor Koeweit, het tweede gedeelte is een tweeletterige code.

## Codes
| Code  | Naam             |
| ----- | ---------------- |
| KW-AH | Al Aḩmadī        |
| KW-KU | Al ‘Āşimah       |
| KW-FA | Al Farwānīyah    |
| KW-JA | Al Jahrā’        |
| KW-HA | Ḩawallī          |
| KW-MU | Mubārak al Kabīr |